# Antiga Editorial Seguí
L'antiga Editorial Seguí és un edifici situat a la cantonada dels carrers de Bonavista i del Torrent de l'Olla de Gràcia, catalogat com a bé amb elements d'interès (categoria C) i inclòs a l'Inventari del Patrimoni Arquitectònic Català.

## Història
Va ser projectat el 1912 per l'arquitecte gracienc Andreu Audet i va rebre dos guardons de l'Ajuntament de Barcelona: una segona menció l'any 1912 i el tercer premi d'edificis acabats el 1913. Posteriorment, va ser utilitzat com a magatzem comercial (primer Almacenes El Águila, i després Almacenes El Mundo) i com a escola (Acadèmia Blancafort).

## Descripció
Consta de planta baixa, principal i una planta de coronació, cobert amb terrat, del qual surt un àtic prudencialment retirat de la façana. La seva estructura és metàl·lica, i l'accés principal es desdobla en dos portals i dona pas a una zona de vestíbul que conté l'escala principal d'accés a les plantes superiors.
La façana principal té una composició simètrica, amb obertures organitzades per franges horitzontals coincidint amb les plantes. Té una planta baixa amb obertures d'arcs escarsers d'amplades variables. Una cornisa de perfil classicista amb dentell separa aquesta planta de la següent. La planta principal presenta una sèrie d'obertures d'arcs de mig punt de ritme regular i la última planta per obertures rectangulars de dimensions reduïdes que formen una seqüència a mode de llotja. El coronament de l'edifici és un mur d'obra profusament decorat amb grans elements florals repetitius de dimensions similars a les finestres de la llotja. Al centre de les dues últimes plantes es formalitza un element compositiu que integra tres mòduls d'obertures i és coronat per un frontó elevat de perfil escarser que combina diversos tipus de motllures. En el timpà integra un baix relleu amb una imatge al·legòrica de la industria original.
La façana secundària és curta i repeteix els mateixos criteris que la principal. La reduïda amplada requereix només tres mòduls d'obertures. Per això, a nivell compositiu, es formalitzen tres eixos verticals que s'acaben d'emfatitzar al convertir-se les finestres del principal en balcons. Aquest últims estan formats per balustres que no sobresurten del pla de façana. A nivell ornamental presenta unes obertures en planta baixa amb detalls de motllures i emperlats que al combinar-se generen detalls geometritzants propis d'estils europeus com el Arts and Crafts o l'Art déco. La trobada de les dues façanes se soluciona amb un element columnar just a la cantonada de geometria molt rectilínia i amb escassetat de decoracions que contrasta amb l'ornament de les façanes.
El parament està fet amb revestiment continu lis, els emmarcaments i decoracions són d'obra revestida. Artísticament cal destacar el treball artesanal de la decoració, especialment l'ampit d'obra de remat, que incorpora emperlats i elements florals. El més significatiu és un gira-sol repetitiu de gran dimensió que al centre de la seva flor integra traceria que permet la ventilació de la càmera del terrat. També són notables les composicions escultòriques del timpà de les obertures de la planta principal.